# Décembre 1866

## Événements
- En Éthiopie, le négus Téwodros II décide le dépouillement total de l’ancienne capitale Gondar. Il fait retirer leurs trésors de 44 églises. Neuf cents manuscrits précieux sont emportés à Magdala, et la ville est livrée à l’incendie.

- 4 décembre : ouverture de la conférence de Londres la dernière à préparer la confédération canadienne. Elle adopte les conclusions de la conférence de Québec.

- 6 décembre :
  - Nouveau statut des paysans d’État en Russie : usufruit perpétuel confirmé, possibilité théorique de rachat.
  - À l’hôtel Westminster Palace de Londres, Alexander Tilloch Galt fait adopter l’article 93 pour que les droits scolaires des minorités soient garantis au Bas et au Haut-Canada.

- 19 décembre : la Chambre rejette le projet de modernisation de l'armée française du maréchal Niel.

- 21 décembre, États-Unis : massacre Fetterman, ou Battle of a Hundred Slain. Attirés par une ruse des Sioux, Fetterman et son détachement sont massacrés ; il y a 81 morts.

- 23 décembre, France : accident ferroviaire à Franois (14 morts).

## Naissances
- 2 décembre : Jean Francis Auburtin, décorateur français († 22 mai 1930).
- 4 décembre : Herman Richir, peintre belge († 15 mars 1942).
- 12 décembre : Alfred Werner, chimiste français († 1919).
- 14 décembre : Roger Fry, peintre et critique d'art britannique († 9 septembre 1934).
- 16 décembre (4 décembre du calendrier julien) : Vassily Kandinsky, peintre français d'origine russe († 1944).
- 21 décembre : Maud Gonne, comédienne et révolutionnaire irlandaise († 1953).
- 23 décembre :
  - Aaron Louis Treadwell (mort le 23 juin 1947), zoologiste américain
  - Gabriel Maugas (mort le 22 octobre 1931), personnalité militaire et concepteur de sous-marins français
  - Georges Lecourtier (mort le 26 juillet 1940), personnalité politique française
- 31 décembre : Enriqueta Compte y Riqué, pédagogue uruguayenne († 18 octobre 1949).

## Décès
- 22 décembre : Thomas Gousset, cardinal et théologien français (° 1er mai 1792).